# Prorogatio
Prorogatio is het verlengen van iemands ambt in Rome.
Voor de eerste maal is dit voorgekomen in 326 v.Chr., toen het volk op verzoek van de senaat besloot, dat de consul Quintus Publilius Philo ook na afloop van zijn ambtstijd het imperium zou behouden met de titel pro consule.
Sinds die tijd werd door de prorogatio imperii dikwijls in een tekort aan beschikbare ambtenaren voorzien. In het begin werd het imperium verlengd door een plebiscitum (volksbesluit), sinds de Tweede Punische Oorlog, vanaf ca. 250 v.Chr., meestal door de senaat.
Door Sulla werd de prorogatio van het consulaat en de praetuur tot regel gemaakt.

## Referentie
- art. prorogatio, in J.G. Schlimmer - Z.C. De Boer, Woordenboek der Grieksche en Romeinsche Oudheid, Haarlem, 19203, p. 512.